# 胡忠 (1944年)
胡忠（1944年—），男，山西应县人，中华人民共和国政治人物、画家、书法家，曾任包头市人民政府市长，中共包头市委书记，内蒙古自治区人大常委会副主任，中国法学会副会长。